# Kadarići (Ilijaš, BiH)
Kadarići je seosko naselje u općini Ilijaš,pored rijeke Bosne. Federacija BiH, BiH.